# Engenharia ecológica

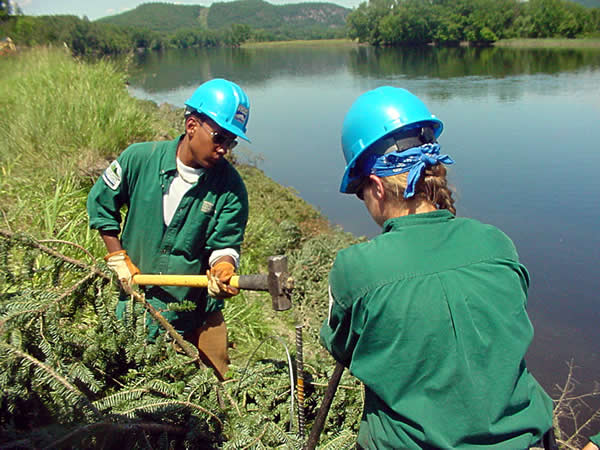
A restauração de rios para restaurar os serviços de ecossistema é uma aplicação comum da engenharia ecológica

A engenharia ecológica usa a ecologia e a engenharia para prever, projetar, construir ou restaurar e gerenciar ecossistemas que integram "a sociedade humana com seu ambiente natural para o benefício de ambos".

## Origens, principais conceitos, definições e aplicações
A engenharia ecológica surgiu como uma nova ideia no início dos anos 60, mas sua definição levou várias décadas para ser aperfeiçoada. Sua implementação ainda está passando por ajustes, e seu reconhecimento mais amplo como um novo paradigma é relativamente recente. A engenharia ecológica foi introduzida por Howard Odum e outros como a utilização de fontes de energia naturais como o insumo predominante para manipular e controlar os sistemas ambientais. As origens da engenharia ecológica estão no trabalho de Odum com modelagem ecológica e simulação de ecossistemas para capturar macro-padrões holísticos de fluxos de energia e materiais que afetam o uso eficiente dos recursos.
Mitsch e Jorgensen resumiram cinco conceitos básicos que diferenciam a engenharia ecológica de outras abordagens para tratar de problemas em benefício da sociedade e da natureza: 1) baseia-se na capacidade de autoprojeto dos ecossistemas; 2) pode ser o teste de campo (ou ácido) de teorias ecológicas; 3) depende de abordagens sistêmicas; 4) conserva fontes de energia não renováveis; e 5) apoia a conservação biológica e do ecossistema.
Mitsch e Jorgensen foram os primeiros a definir a engenharia ecológica como o projeto de serviços sociais que beneficiam a sociedade e a natureza e, posteriormente, observaram que o projeto deve ser baseado em sistemas, sustentável e integrar a sociedade com seu ambiente natural.
Bergen et al. definiram a engenharia ecológica como: 1) utilização da ciência e da teoria ecológicas; 2) aplicação a todos os tipos de ecossistemas; 3) adaptação de métodos de projeto de engenharia; e 4) reconhecimento de um sistema de valores orientadores.
Barrett (1999) oferece uma definição mais literal do termo: “o projeto, a construção, a operação e o gerenciamento (ou seja, a engenharia) de estruturas paisagísticas/aquáticas e comunidades de plantas e animais associadas (ou seja, ecossistemas) para beneficiar a humanidade e, muitas vezes, a natureza”. Barrett continua: “outros termos com significados equivalentes ou semelhantes incluem ecotecnologia e dois termos mais frequentemente usados no campo do controle de erosão: bioengenharia de solo e engenharia biotécnica. No entanto, a engenharia ecológica não deve ser confundida com 'biotecnologia' ao descrever engenharia genética no nível celular, ou 'bioengenharia', que significa a construção de partes artificiais do corpo.”
As aplicações em engenharia ecológica podem ser classificadas em três escalas espaciais: 1) mesocosmos (~0,1 a centenas de metros); 2) ecossistemas (~um a dezenas de km); e 3) sistemas regionais (> dezenas de km). A complexidade do projeto provavelmente aumenta com a escala espacial. As aplicações estão aumentando em amplitude e profundidade e, provavelmente, impactando a definição do campo, à medida que mais oportunidades de projetar e usar ecossistemas como interfaces entre a sociedade e a natureza são exploradas. A implementação da engenharia ecológica tem se concentrado na criação ou restauração de ecossistemas, desde zonas húmidas degradadas a tanques multicelulares e estufas que integram serviços microbianos, de peixes e de plantas para processar águas residuais humanas em produtos como fertilizantes, flores e água potável. As aplicações da engenharia ecológica nas cidades surgiram da colaboração com outros campos, como a arquitetura paisagística, o planeamento urbano e a horticultura urbana, para abordar a saúde humana e a biodiversidade, tal como visam os Objetivos de Desenvolvimento Sustentável da ONU, com projetos holísticos como a gestão de águas pluviais. As aplicações da engenharia ecológica em paisagens rurais incluíram o tratamento de zonas úmidas e a reflorestação comunitária através do conhecimento ecológico tradicional. A permacultura é um exemplo de aplicações mais amplas que surgiram como disciplinas distintas da engenharia ecológica, em que David Holmgren cita a influência de Howard Odum no desenvolvimento da permacultura.

## Diretrizes de design, classes funcionais e princípios de design
O projeto de engenharia ecológica combinará a ecologia de sistemas com o processo de projeto de engenharia. O projeto de engenharia geralmente envolve a formulação do problema (objetivo), a análise do problema (restrições), a busca de soluções alternativas, a decisão entre as alternativas e a especificação de uma solução completa. Uma estrutura de projeto temporal é fornecida por Matlock et al., afirmando que as soluções de projeto são consideradas no tempo ecológico. Na seleção entre alternativas, o projeto deve incorporar aeconomia ecológica na avaliação do projeto e reconhecer um sistema de valores orientadores que promova a conservação biológica, beneficiando a sociedade e a natureza.
A engenharia ecológica utiliza a ecologia de sistemas com o projeto de engenharia para obter uma visão holística das interações dentro e entre a sociedade e a natureza. A simulação de ecossistemas com a Linguagem de Sistemas de Energia (também conhecida como linguagem de circuito de energia ou energese) de Howard Odum é uma ilustração dessa abordagem de ecologia de sistemas. Esse desenvolvimento e simulação de modelo holístico define o sistema de interesse, identifica os limites do sistema e diagrama como a energia e o material entram, saem e entram em um sistema para identificar como usar recursos renováveis por meio de processos de ecossistema e aumentar a sustentabilidade. O sistema descrito é uma coleção (ou seja, um grupo) de componentes (ou seja, partes), conectados por algum tipo de interação ou inter-relação, que responde coletivamente a algum estímulo ou demanda e cumpre algum propósito ou função específica. Ao compreender a ecologia de sistemas, o engenheiro ecológico pode projetar com mais eficiência os componentes e processos do ecossistema dentro do projeto, utilizar energia e recursos renováveis e aumentar a sustentabilidade.
Mitsch e Jorgensen identificaram cinco Classes Funcionais para projetos de engenharia ecológica:
1. Ecossistema utilizado para reduzir/solucionar problemas de poluição. Exemplo: fitorremediação, pântano de águas residuais e biorretenção de águas pluviais para filtrar o excesso de nutrientes e a poluição por metais
2. Ecossistema imitado ou copiado para resolver o problema do recurso. Exemplo: restauração florestal, substituição de áreas úmidas e instalação de jardins de chuva nas ruas para ampliar a cobertura do dossel e otimizar o resfriamento residencial e urbano
3. Ecossistema recuperado após a perturbação. Exemplo: restauração de terras de mineração, restauração de lagos e restauração de canais aquáticos com corredores ripários maduros
4. Ecossistema modificado de forma ecologicamente correta. Exemplo: colheita seletiva de madeira, biomanipulação e introdução de peixes predadores para reduzir os peixes planctívoros, aumentar o zooplâncton, consumir algas ou fitoplâncton e clarear a água.
5. Ecossistemas usados para obter benefícios sem destruir o equilíbrio. Exemplo: agroecossistemas sustentáveis, aquicultura multiespecífica e introdução de parcelas agroflorestais em propriedades residenciais para gerar produção primária em vários níveis verticais.

Mitsch e Jorgensen identificaram 19 Princípios de Projeto para a engenharia ecológica, mas não se espera que todos contribuam para um único projeto:
1. A estrutura e a função do ecossistema são determinadas pelas funções forçantes do sistema;
2. As entradas de energia nos ecossistemas e o armazenamento disponível do ecossistema são limitados;
3. Os ecossistemas são sistemas abertos e dissipativos (não o equilíbrio termodinâmico de energia, matéria, entropia, mas o surgimento espontâneo de estruturas complexas e caóticas);
4. A atenção a um número limitado de fatores de governança/controle é mais estratégica para prevenir a poluição ou restaurar os ecossistemas;
5. O ecossistema tem alguma capacidade homeostática que resulta na suavização e na redução dos efeitos de entradas fortemente variáveis;
6. Combinar os caminhos de reciclagem com as taxas dos ecossistemas e reduzir os efeitos da poluição;
7. Projete para sistemas pulsantes sempre que possível;
8. Ecossistemas são sistemas autoprojetados;
9. Os processos dos ecossistemas têm escalas de tempo e espaço características que devem ser levadas em conta no gerenciamento ambiental;
10. A biodiversidade deve ser defendida para manter a capacidade de autoprojeto de um ecossistema;
11. Os ecótonos, zonas de transição, são tão importantes para os ecossistemas quanto as membranas para as células;
12. O acoplamento entre ecossistemas deve ser utilizado sempre que possível;
13. Os componentes de um ecossistema estão interconectados, inter-relacionados e formam uma rede; considere os esforços diretos e indiretos de desenvolvimento do ecossistema;
14. Um ecossistema tem um histórico de desenvolvimento;
15. Os ecossistemas e as espécies são mais vulneráveis em suas fronteiras geográficas;
16. Os ecossistemas são sistemas hierárquicos e fazem parte de uma paisagem maior;
17. Os processos físicos e biológicos são interativos, por isso é importante conhecer as interações físicas e biológicas e interpretá-las adequadamente;
18. A tecnologia ecológica requer uma abordagem holística que integre todas as partes e processos que interagem entre si, na medida do possível;
19. As informações nos ecossistemas são armazenadas em estruturas.

Mitsch e Jorgensen identificaram as seguintes considerações antes de implementar um projeto de engenharia ecológica:
- Criar um modelo conceitual para determinar as partes da natureza conectadas ao projeto;
- Implementar um modelo de computador para simular os impactos e a incerteza do projeto;
- Otimizar o projeto para reduzir a incerteza e aumentar os impactos benéficos.

## Relação com outras disciplinas de engenharia
O campo da Engenharia Ecológica está intimamente relacionado aos campos da engenharia ambiental e da engenharia civil. As três se sobrepõem amplamente na área de engenharia de recursos hídricos, especialmente no tratamento e gerenciamento de águas pluviais e residuais. Embora as três disciplinas de engenharia estejam intimamente relacionadas umas às outras, há áreas distintas de especialização em cada campo.
A engenharia ecológica tem como foco principal o ambiente natural e a infraestrutura natural, enfatizando a mediação da relação entre as pessoas e o planeta. Em disciplinas complementares, a engenharia civil se concentra principalmente na infraestrutura construída e nas obras públicas, enquanto a engenharia ambiental se concentra na proteção da saúde pública e ambiental por meio do tratamento e do gerenciamento de fluxos de resíduos.

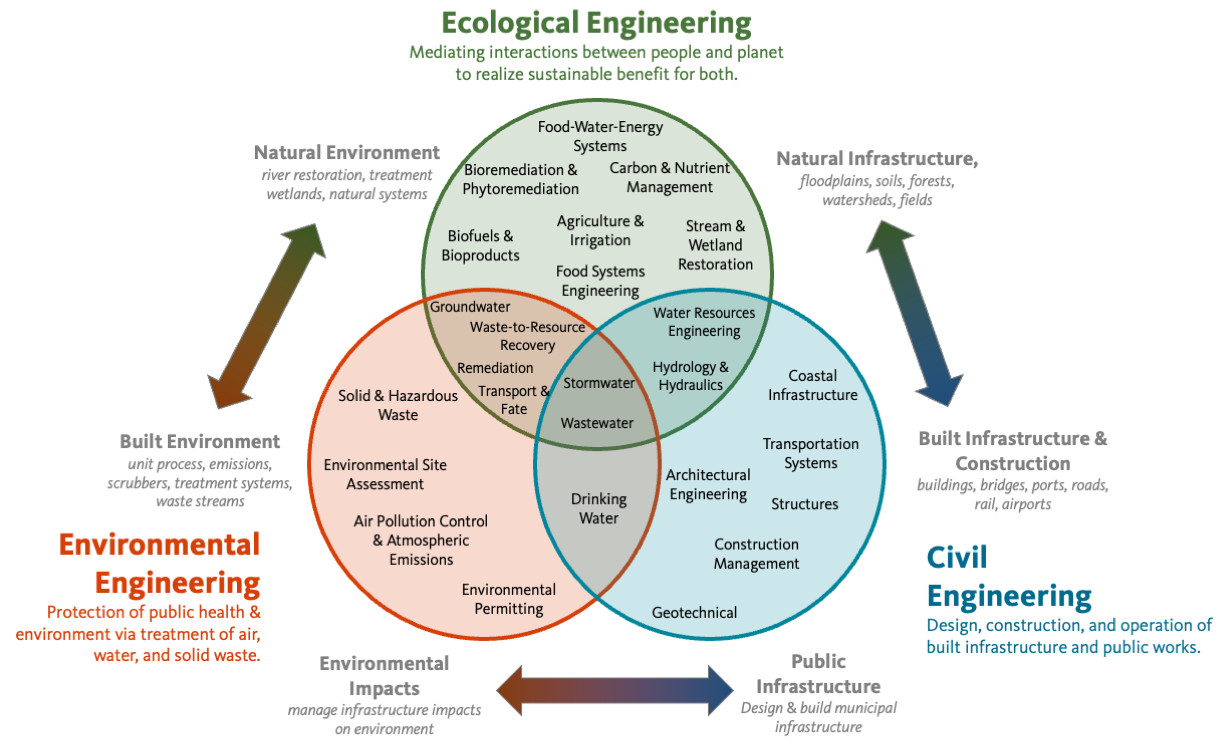
Relação entre engenharia ecológica, ambiental e civil (em inglês).

## Currículo acadêmico (faculdades)
Um currículo acadêmico foi proposto para engenharia ecológica em 2001. Os principais elementos do currículo sugerido são: engenharia ambiental; ecologia de sistemas; ecologia da restauração; modelagem ecológica; ecologia quantitativa; economia da engenharia ecológica e disciplinas eletivas técnicas. Complementando esse conjunto de cursos, havia cursos de pré-requisitos em áreas físicas, biológicas e químicas e experiências de projeto integradas. De acordo com Matlock et al., o projeto deve identificar restrições, caracterizar soluções em tempo ecológico e incorporar a economia ecológica na avaliação do projeto. A economia da engenharia ecológica foi demonstrada usando princípios de energia para uma zona úmida, e usando a avaliação de nutrientes para uma fazenda leiteira. Com esses princípios em mente, o primeiro programa de Bacharelado em Engenharia Ecológica do mundo foi formalizado em 2009 na Universidade do Estado do Oregon.
Em 2024, o Conselho de Credenciamento de Engenharia e Tecnologia dos EUA (ABET) publicou pela primeira vez os critérios para o credenciamento do programa de Engenharia Ecológica. Para serem credenciados, os programas de Bacharelado em Engenharia Ecológica devem incluir:
- matemática por meio de equações diferenciais, probabilidade e estatística, física baseada em cálculo e química de nível universitário;
- ciências da terra, mecânica de fluidos, hidráulica e hidrologia.
- ciências biológicas e ecológicas avançadas que se concentram em sistemas autossustentáveis de múltiplos organismos em diversas escalas, ecologia de sistemas, serviços de ecossistemas e modelagem ecológica;
- balanços materiais e energéticos; destino e transporte de substâncias no ar, na água e no solo e entre eles; termodinâmica de sistemas vivos; e
- Aplicações de princípios ecológicos ao projeto de engenharia que incluem considerações sobre clima, diversidade de espécies, auto-organização, incerteza, sustentabilidade, resiliência, interações entre sistemas ecológicos e sociais e impactos e benefícios em escala de sistema.

## Literatura
- Howard T. Odum (1963), "Man and Ecosystem" Anais, Conferência Lockwood sobre Floresta Suburbana e Ecologia, em: Boletim da Connecticut Agric. Station.
- Mitsch, W.L.; Jørgensen, S.E. (1989). Ecological Engineering: An Introduction to Ecotechnology. Nova Iorque: John Wiley and Sons
- Mitsch, W.J. (1993). Ecological engineering—a cooperative role with the planetary life–support systems. 27. [S.l.]: Environmental Science & Technology. pp. 438–445
- Barrett, K.R. (1999). Ecological engineering in water resources: The benefits of collaborating with nature. [S.l.]: Water International. doi:10.1080/02508069908692160
- Kangas, P.C. (2004). Ecological Engineering: Principles and Practice. Boca Raton, Flórida: Lewis Publishers, CRC Press. ISBN 978-1566705998
- Mitsch, W.J.; Jørgensen, S.E. (2004). Ecological Engineering and Ecosystem Restoration. Nova York: John Wiley and Sons. ISBN 978-0471332640
- HD van Bohemen (2004), Ecological Engineering and Civil Engineering works, Tese de doutorado TU Delft, Holanda.
- Masse, D.; Chotte, J.L.; Scopel, E. (2015). «Ecological engineering for sustainable agriculture in arid and semiarid West African regions». Fiche thématique du CSFD. p. 2. Consultado em 23 de março de 2019. Arquivado do original em 23 de abril de 2016

### Organizações
- Sociedade Americana de Engenharia Ecológica, página inicial.
- Site da Sociedade de Estudantes de Engenharia Ecológica, EESS, Universidade Estadual do Oregon, 2011.
- Sociedade Americana de Engenheiros Profissionais de Zonas Úmidas, página inicial, wiki.
- Grupo de Engenharia Ecológica, página inicial.
- Página inicial da Sociedade Internacional de Engenharia Ecológica.

### Revistas científicas
- Ecological Engineering desde 1992, com descrição geral da área.
- Landscape and Ecological Engineering desde 2005.
- Journal of Ecological Engineering Design Lançada oficialmente em 2021, esta revista oferece um formato de acesso aberto em diamante (gratuito para o leitor, gratuito para os autores). Esta é a revista oficial da Sociedade Americana de Engenharia Ecológica com o apoio de produção das Bibliotecas da Universidade de Vermont.